# Simon Baker
Pour les articles homonymes, voir Simon Baker (homonymie) et Baker.
Simon Baker, né le 30 juillet 1969 à Launceston, en Tasmanie, est un acteur australien.
Il s'est fait connaître avec son rôle de Thomas « Tom » Summers dans Hartley, cœurs à vif (Heartbreak High) puis pour son rôle de Nick Fallin dans Le Protecteur (The Guardian) et celui de Patrick Jane dans la série télévisée Mentalist (The Mentalist).

## Biographie

### Jeunesse
Simon Lucas Baker naît le 30 juillet 1969 à Launceston, en Tasmanie. Il est le fils d'Elizabeth Labberton, professeur d'anglais au lycée, et de Barry Baker, mécanicien. Dans sa jeunesse, il participe à de nombreuses compétitions sportives, au niveau national, en surf et en water-polo.
À 18 ans, Simon change de voie et part étudier au National Institute of Dramatic Art de Sydney.

### Carrière
Il commence sa carrière d'acteur à la télévision australienne vers la fin des années 1980, sous le nom de Simon Baker Denny. Il tourne tout d'abord dans des clips, comme celui de Melissa Tkautz (Read my lips) ou celui d'Euphoria, (Love you Right) en 1991. Puis il fait quelques apparitions dans des séries à succès comme E Street, Home and Away et Hartley, cœurs à vif. Ne trouvant pas de rôles plus importants, il part s'installer aux États-Unis, où il est connu sous le nom de son beau-père (comme Simon Baker-Denny ou Simon Denny)
En 1997, il réussit le casting de L.A. Confidential, pour un rôle court mais important aux côtés de Kevin Spacey et Russell Crowe. Ce film lui ouvre les portes d'Hollywood. Il incarne ainsi un cowboy face à Tobey Maguire dans Chevauchée avec le diable et un astronaute dans Planète rouge avec Val Kilmer, Carrie-Anne Moss et Benjamin Bratt. Il devient ensuite un noble français dans L'Affaire du collier, avant de se retrouver en haut de l'affiche dans Le Cercle 2 aux côtés de Naomi Watts. Il est également dans Le Diable s'habille en Prada et The Killer Inside Me.
Il est l'acteur masculin principal du film indépendant, Book of Love, présenté au festival de Sundance en 2004. En 2006, il est le héros de Something New, un film sur les relations interraciales, de Not Forgotten, et encore de Sex and Death 101, où il est visible dans des situations érotico-cocasses.
Il s'est forgé une solide carrière au cinéma mais c'est néanmoins à la télévision que ses rôles l'ont révélé au grand public. Après avoir tenu le rôle principal de la série télévisée Le Protecteur durant trois saisons, Simon Baker devient finalement une star avec Mentalist, diffusée entre 2008 et 2015. Comme cela se produit souvent avec les vedettes de séries télévisées une fois la diffusion terminée, après sept saisons et 151 épisodes de Mentalist, son nom est moins présent dans la presse et l'actualité, d'autant que Simon Baker n'enchaîne pas sur d'autres rôles marquants au cinéma ou à la télévision.
Le 14 février 2013, il reçoit l'étoile à son nom au 6352 Hollywood Boulevard pour ses contributions à l'industrie du spectacle.
En Australie il réalise et joue dans le film Breath tiré du roman éponyme du romancier australien Tim Winton.
Il tourne également dans quelques publicités, notamment pour les montres Longines et les parfums Givenchy.

### Vie privée

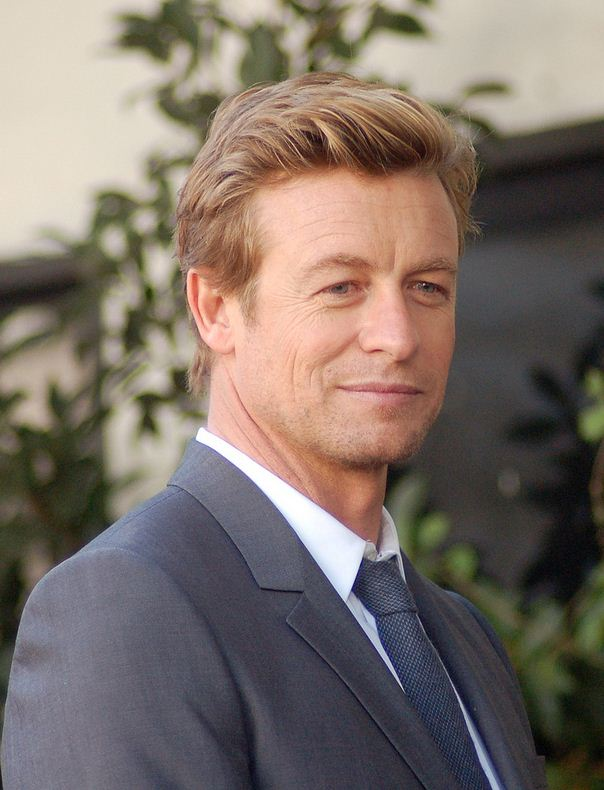
Simon Baker à la réception de son étoile au Walk of Fame à Hollywood en février 2013.

Il s’est marié une première fois avec une australienne avec qui il a eu deux enfants.
Il a ensuite épousé Rebecca Rigg, actrice australienne, de 1998 à 2020. Il a trois enfants : Stella (née en 1993), Claude (né en 1998) et Harry (né en 2001).
Dans une récente interview dans Late Show with David Letterman, Simon Baker mentionne que ses collègues Nicole Kidman et Naomi Watts sont les marraines de deux de ses enfants.
Simon Baker et sa famille habitent à Malibu, en Californie.
Il possède aussi une propriété en Australie, près de Byron Bay.
En septembre 2014, le magazine Forbes classe Simon Baker le 8e acteur le mieux payé cette année-là avec 13 millions de dollars.
Après un an de relation, il s’est séparé de sa petite amie, la créatrice de vêtements de sport, Laura May Gibbs, 36 ans, qu’il avait rencontrée peu après sa séparation.

## Filmographie

### Cinéma
- 1997 : L.A. Confidential de Curtis Hanson : Matt Reynolds (crédité sous le nom de Simon Baker Denny)
- 1997 : Wanted : Recherché mort ou vif (Most Wanted) de David Hogan : Stephen Barnes
- 1998 : Restaurant d'Eric Bross : Kenny
- 1998 : Judas Kiss de Sebastian Gutierrez : Junior Armstrong
- 1998 : Love from Ground Zero (en) de Stephen Grynberg : Eric
- 1999 : Chevauchée avec le diable (Ride with the Devil) d'Ang Lee : George Clyde
- 2000 : Sunset Strip (en) d'Adam Collis (en) : Michael Scott
- 2000 : Planète rouge (Red Planet) d'Antony Hoffman : Chip Pettengill
- 2001 : L'Affaire du collier (The Affair of the Necklace) : Rétaux de Vilette
- 2004 : Book of Love d'Alan Brown : David Walker
- 2005 : Le Cercle 2 (The Ring Two) de Hideo Nakata : Max Rourke
- 2005 : Le Territoire des morts (Land of the Dead) de George A. Romero : Riley
- 2006 : Un goût de nouveauté (Something New) de Sanaa Hamri : Brian Kelly
- 2006 : Le Diable s'habille en Prada (The Devil Wears Prada) de David Frankel : Christian Thompson
- 2006 : Sex and Death 101 de Daniel Waters : Roderick Blank
- 2007 : The Key to reserva de Martin Scorsese : Roger Thornberry (Court métrage)
- 2009 : Jack l'éventreur (The Lodger) de David Ondaatje : Malcolm
- 2009 : Not Forgotten de Dror Soref : Jack Bishop
- 2009 : Women in Trouble de Sébastian Guttierez : le mari de la psy
- 2010 : The Killer Inside Me de Michael Winterbottom : Howard Hendricks
- 2011 : Margin Call de J. C. Chandor : Jared Cohen
- 2013 : Mariage à l'anglaise ( I Give It a Year) de Dan Mazer : Guy
- 2017 : Breath de Simon Baker : Sando
- 2018 : Here and Now de Fabien Constant : Nick
- 2020 : High Ground de Stephen Johnson : Travis
- 2022 : Blaze de Del Kathryn Barton : Luke
- 2023 : Limbo d'Ivan Sen : Travis Hurley

### Télévision

#### Téléfilms
- 1987 : Shades of love : Midnight Magic
- 1994 : Which Way to the War (en) : Stan Hawke
- 1996 : The Last Best Place
- 1999 : Secret Mens' Business : Andy Greville

#### Séries télévisées
- 1989 : Les Contes de la crypte (Tales from Crypt) (épisode : Only Sin Deep) : un invité à la soirée
- 1989 :Hartley, cœurs à vif (Heartbreak High) : M. Thomas « Tom » Summers
- 1992-1993 : E Street : Sam Farrell
- 1993 : À cœur ouvert (A Country Practice) : Stewart Waterman
- 1993 : G.P. (en) (épisode : A Family Affair): Ben Miller
- 1993-1994 : Summer Bay : James Healy / James Healey
- 1995 : Naked : rôle sans nom
- 1996 :  Naked: Stories of Men : Gabriel
- 1996 :  Sweat : Paul Steadman
- 2001-2004 : Le Protecteur (The Guardian) : Nick Fallin
- 2006-2007 : Dossier Smith (Smith) : Jeff Breen
- 2008-2015 : Mentalist (The Mentalist) : Patrick Jane
- 2022 :  Roar (épisode : The Woman Who Ate Photographs) : Adam
- 2022 : Le Garçon et l'Univers (Boy Swallows Universe)

## Distinctions
Le 14 février 2013, Simon Baker se voit attribuer une étoile sur le célèbre Walk of Fame d'Hollywood.

### Récompenses
- 1993 : Logie Awards du nouveau talent le plus populaire dans une série télévisée dramatique pour E Street (1992-1993).
- 2002 : Family Television Award du meilleur acteur dans une série télévisée dramatique pour Le Protecteur (2001-2004).
- 27e cérémonie des Independent Spirit Awards 2012 : Lauréat du Prix Robert-Altman de la meilleure distribution dans un drame pour Margin Call (2011) partagé avec J. C. Chandor (Directeur), Tiffany Little Canfield (Directrice de casting), Bernard Telsey (Directeur de casting), Penn Badgley (Acteur), Paul Bettany (Acteur), Jeremy Irons (Acteur), Mary McDonnell (Acteur), Demi Moore (Acteur), Zachary Quinto (Acteur), Kevin Spacey (Acteur) et Stanley Tucci (Acteur).
- Australian Academy of Cinema and Television Arts Awards 2017 : Lauréat du Trophée Trailblazer.
- 8e cérémonie des Australian Academy of Cinema and Television Arts Awards 2018 : Meilleur acteur dans un second rôle dans un drame sportif pour Breath (2017).
- 2018 : Australian Directors Guild Awards du meilleur réalisateur dans un drame sportif pour Breath (2017).
- Film Critics Circle of Australia Awards 2019 :
  - Meilleur acteur dans un second rôle dans un drame sportif pour Breath (2017).
  - Meilleur scénario dans un drame sportif pour Breath (2017) partagé avec Gerard Lee et Tim Winton.

### Nominations
- 2000 : Australian Film Institute de la meilleure performance pour un acteur dans un rôle principal dans un téléfilm où une mini-série pour Secret Mens' Business (1999).
- 59e cérémonie des Golden Globes 2002 : Meilleur acteur dans une série dramatique pour Le Protecteur (2001-2004).
- 2004 : Logie Awards de la meilleure star la plus populaire outre-mer.
- 2005 : Prism Awards du meilleur acteur dans une série télévisée dramatique pour Le Protecteur (2001-2004).
- 61e cérémonie des Primetime Emmy Awards 2009 : Meilleur acteur dans une série dramatique pour Mentalist (2008-2015).
- 52e cérémonie des Australian Film Institute Awards 2010 : Meilleur acteur dans une série télévisée dramatique pour Mentalist (2008-2015).
- 67e cérémonie des Golden Globes 2010 : Meilleur acteur dans une série dramatique pour Mentalist (2008-2015).
- 16e cérémonie des Screen Actors Guild Awards 2010 : Meilleur acteur dans une série dramatique pour Mentalist (2008-2015).
- 5e cérémonie des Detroit Film Critics Society Awards 2011 : Meilleure distribution dans un drame pour Margin Call (2011) partagé avec Kevin Spacey, Paul Bettany, Jeremy Irons, Zachary Quinto, Penn Badgley, Mary McDonnell, Demi Moore, Stanley Tucci et Aasif Mandvi.
- 24e cérémonie des Gotham Independent Film Awards 2011 : Meilleure distribution dans un drame pour Margin Call (2011) partagé avec Kevin Spacey, Paul Bettany, Jeremy Irons, Zachary Quinto, Penn Badgley, Mary McDonnell, Demi Moore, Stanley Tucci et Aasif Mandvi.
- 2011 : Indiewire Critics' Poll de la meilleure distribution dans un drame pour Margin Call (2011) partagé avec Kevin Spacey, Paul Bettany, Jeremy Irons, Zachary Quinto, Penn Badgley, Mary McDonnell, Demi Moore, Stanley Tucci et Aasif Mandvi.
- 2011 : People's Choice Awards du meilleur acteur dans une série télévisée dramatique pour Mentalist (2008-2015).
- 12e cérémonie des Phoenix Film Critics Society Awards 2011 : Meilleure distribution dans un drame pour Margin Call (2011) partagé avec Kevin Spacey, Paul Bettany, Jeremy Irons, Zachary Quinto, Penn Badgley, Mary McDonnell, Demi Moore, Stanley Tucci et Aasif Mandvi.
- 16e cérémonie des San Diego Film Critics Society Awards 2011 : Meilleure distribution dans un drame pour Margin Call (2011) partagé avec Kevin Spacey, Paul Bettany, Jeremy Irons, Zachary Quinto, Penn Badgley, Mary McDonnell, Demi Moore, Stanley Tucci et Aasif Mandvi.
- 10e cérémonie des Washington D.C. Area Film Critics Association Awards 2011 : Meilleure distribution dans un drame pour Margin Call (2011) partagé avec Kevin Spacey, Paul Bettany, Jeremy Irons, Zachary Quinto, Penn Badgley, Mary McDonnell, Demi Moore, Stanley Tucci et Aasif Mandvi.
- 2012 : Alliance of Women Film Journalists de la meilleure distribution dans un drame pour Margin Call (2011) partagé avec Kevin Spacey, Paul Bettany, Jeremy Irons, Zachary Quinto, Penn Badgley, Mary McDonnell, Demi Moore, Stanley Tucci et Aasif Mandvi.
- 10e cérémonie des Central Ohio Film Critics Association Awards 2012 : Meilleure distribution dans un drame pour Margin Call (2011) partagé avec Kevin Spacey, Paul Bettany, Jeremy Irons, Zachary Quinto, Penn Badgley, Mary McDonnell, Demi Moore, Stanley Tucci et Aasif Mandvi.
- 18e cérémonie des Chlotrudis Awards 2012 : Meilleure distribution dans un drame pour Margin Call (2011) partagé avec Kevin Spacey, Paul Bettany, Jeremy Irons, Zachary Quinto, Penn Badgley, Mary McDonnell, Demi Moore, Stanley Tucci et Aasif Mandvi.
- 41e cérémonie des People's Choice Awards 2015 : Meilleur acteur dans une série télévisée dramatique pour Mentalist (2008-2015).
- 8e cérémonie des Australian Academy of Cinema and Television Arts Awards 2018 : 
  - Meilleur réalisateur dans un drame sportif pour Breath (2017).
  - Meilleur scénario adapté dans un drame sportif pour Breath (2017) partagé avec Gerard Lee et Tim Winton.
- 2018 : Festival international du film de Seattle du meilleur premier film dramatique our Breath (2017).
- Australian Film Critics Association Awards 2019 :
  - Meilleur réalisateur dans un drame sportif pour Breath (2017).
  - Meilleur scénario dans un drame sportif pour Breath (2017) partagé avec Gerard Lee.
  - Meilleur acteur dans un second rôle dans un drame sportif pour Breath (2017).
- Film Critics Circle of Australia Awards 2019 :
  - Meilleur réalisateur dans un drame sportif pour Breath (2017).
  - Meilleur film dramatique pour Breath (2017) partagé avec Mark Johnson et Jamie Hilton.

### Autres distinctions
- People Magazine 2002 : Élu « l'une des 50 personnalités les plus séduisantes » (« 50 Most Beautiful People[5] »)
- Fade in Magazine 2005 : Cité comme l'une des « 100 personnes à Hollywood qu'il faut connaître[5] »
- avec son rôle dans Mentalist en 2009 : Élu « acteur le plus sexy » et succède ainsi à Patrick Dempsey[5]
- TV Guide 2010 : Élu « Homme le plus sexy »
- par les Français[précision nécessaire] en 2010 : Élu « acteur de série télévisée de l'année »[réf. souhaitée]
- Festival de télévision de Monte-Carlo 2011 : Élu « acteur de télévision le plus glamour de l'année »
- par les Français[précision nécessaire] en 2013 : Élu « Homme le plus sexy »[réf. souhaitée]
- TV Magazine, par les français en 2015 : Élu « Acteur de série le plus sexy »[réf. souhaitée]

## Voix françaises
En France
| - Thierry Ragueneau dans : - Le Protecteur (série télévisée) - Dossier Smith (série télévisée) - Mentalist (série télévisée) - The Killer Inside Me - Margin Call - Mariage à l'anglaise - Here and Now - Roar (série télévisée) - Le Garçon et l'Univers (mini-série) | Et aussi - Franck Capillery dans Hartley, cœurs à vif (série télévisée) - Jérôme Berthoud dans L.A. Confidential - Serge Faliu dans Wanted recherché mort ou vif - Guillaume Lebon dans Judas Kiss - David Krüger dans Chevauchée avec le diable - Bruno Choël dans Planète rouge - Arnaud Arbessier dans L'Affaire du collier, - Guillaume Orsat dans Le Cercle 2 - Thomas Roditi dans Le Territoire des morts - Patrick Mancini dans Le Diable s'habille en Prada - Michaël Cermeno dans Not Forgotten |